# Celano
Celano es una localidad y comune italiana de la provincia de L'Aquila, región de Abruzos, con 10 978 habitantes. Se le otorgó el título de ciudad por decreto del Presidente de la República el 25 de marzo de 1998. La localidad está emplazada en la cima de una colina en el territorio de Marsica, en la cordillera de Sirente. Se encuentra a unos 50 kilómetros de Roma.
Es el lugar de nacimiento del beato Tomás de Celano, nacido entre los años 1185 y 1190, compañero y biógrafo de Francisco de Asís y del pianista Nazzareno Carusi.

## Evolución demográfica
| Gráfica de evolución demográfica de Celano entre 1861 y 2001 |
|                                                              |
| Fuente ISTAT - elaboración gráfica de Wikipedia              |

## Galería

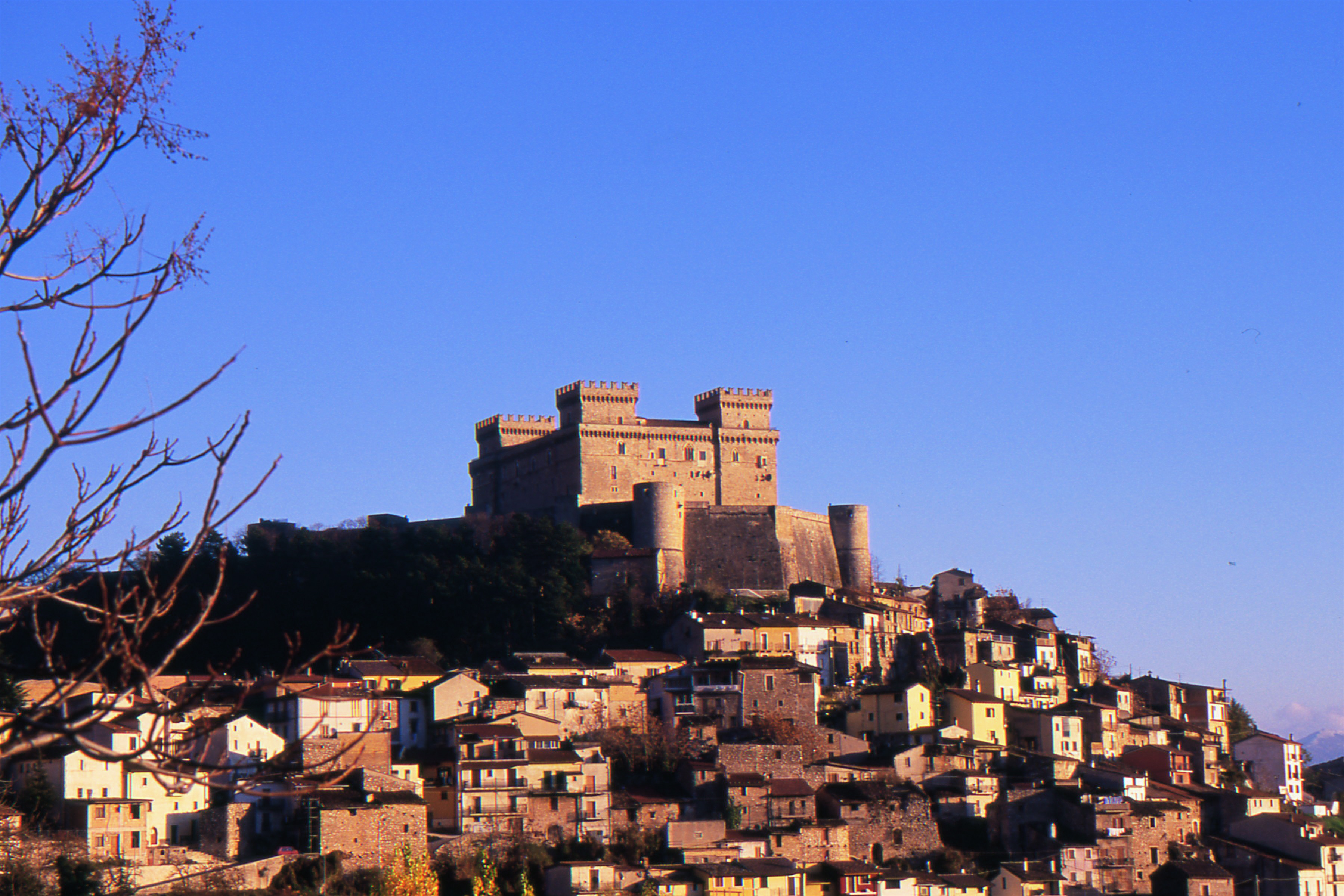
Vista general.